# Tobias Michael Carel Asser
Tobias Michael Carel Asser (Amsterdam, 28 aprile 1838 – L'Aia, 29 luglio 1913) è stato un giurista olandese, vincitore del Premio Nobel per la pace nel 1911, assieme a Alfred Hermann Fried.

## Biografia
Nato in una famiglia di avvocati da lunga generazione, proseguì la tradizione, laureandosi all'Università di Amsterdam nel 1860. Nello stesso anno il governo olandese gli affidò l'incarico di consulente della commissione internazionale istituita per abolire le tasse di passaggio attraverso il fiume Reno.
Abbandonò presto la carriera forense, preferendo dedicarsi all'insegnamento ed alla ricerca, concentrata sui rapporti internazionali e di regolamentazione economica tra i paesi europei.
Nel 1869 fondò, in compagnia del belga Gustave Rolin-Jaequemyns e del britannico John Westlake, la rivista Revue de droit international et de législation comparée, incentrata sul diritto internazionale.
Ottenne il Premio Nobel per il suo ruolo nella fondazione della Corte di giustizia permanente a seguito degli incontri internazionali tenutisi in Olanda sul finire del XIX secolo (e che condussero alla prima Convenzione dell'Aia), e dell'Istituto di diritto internazionale, organismo di diritto internazionale, vincitore del Nobel nel 1904.